# Oud-Alblas

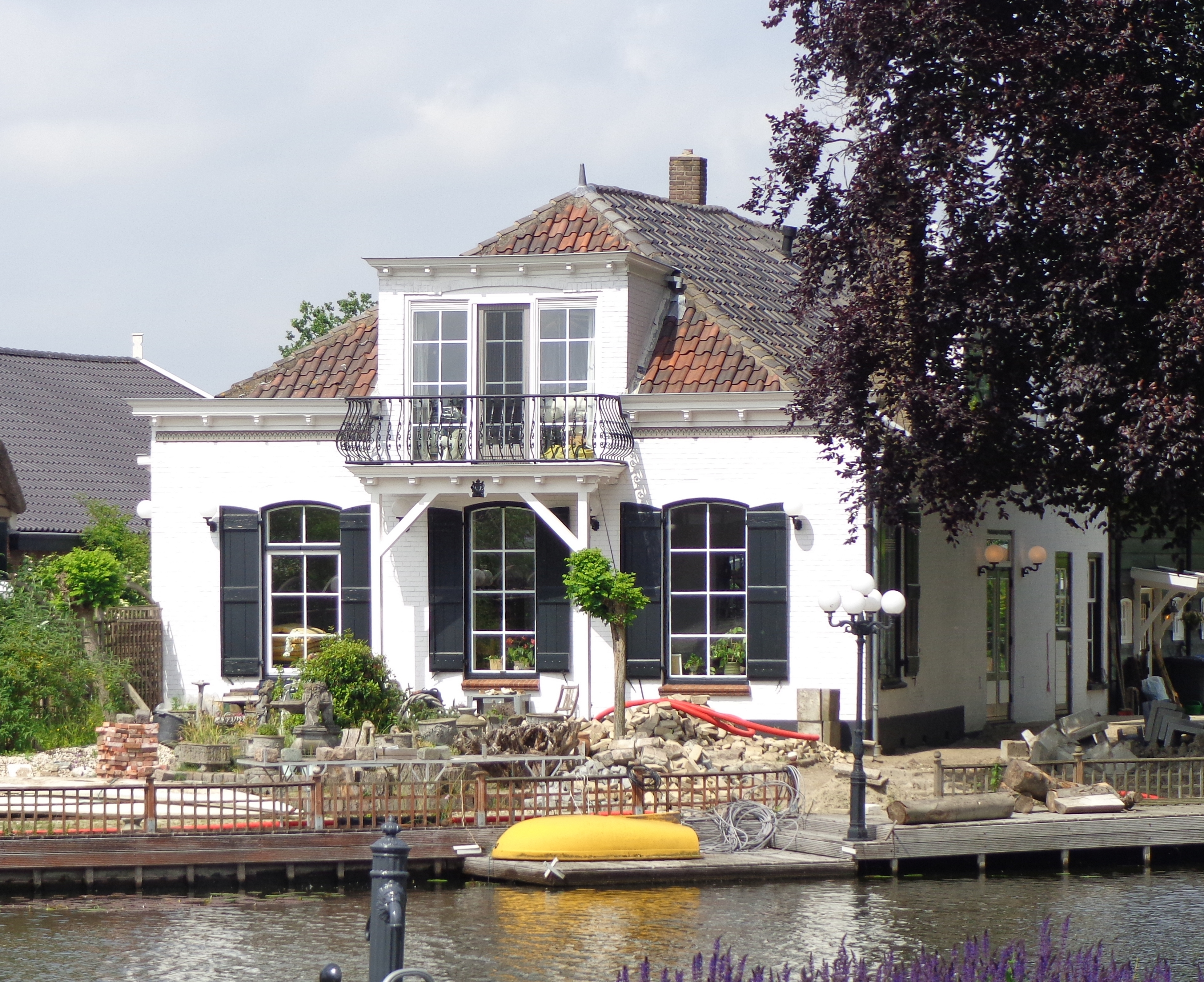
Oud-Alblas: edificio lungo il fiume Alblas

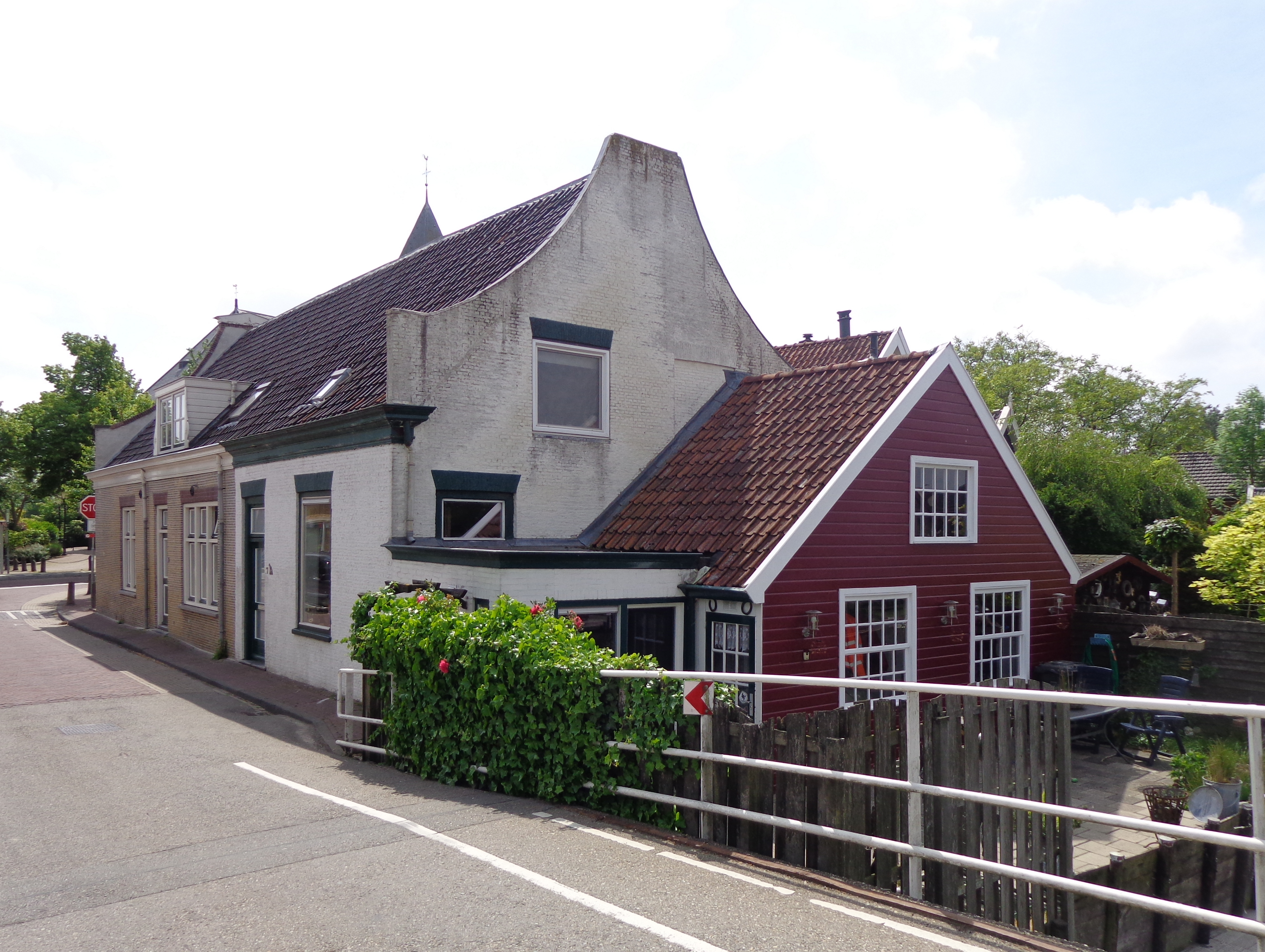
Oud-Alblas: edificio classificato come rijksmonument lungo la Brugsstraat

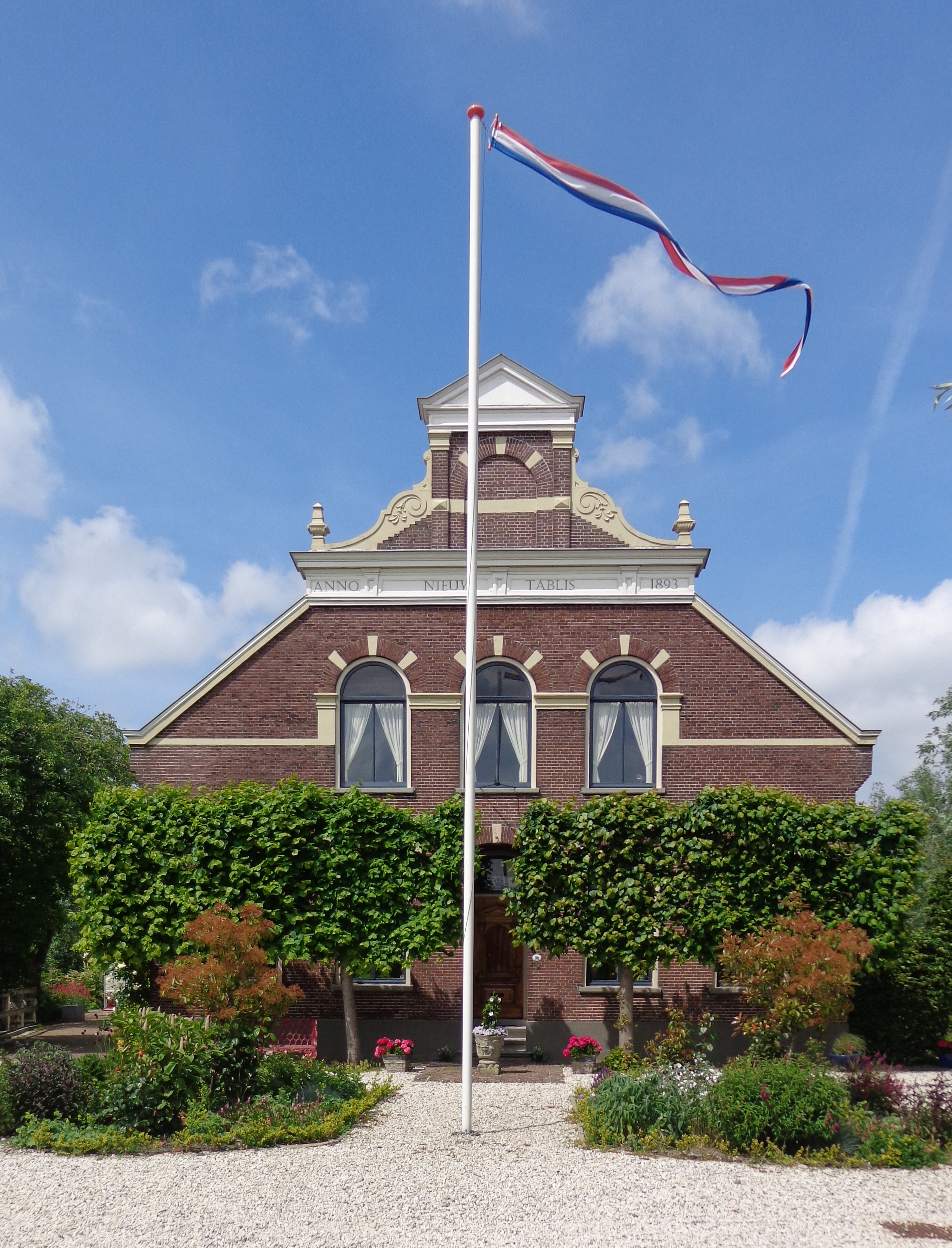
Oud-Alblas: edificio classificato come gemeentelijk monument nella Dorpsstraat

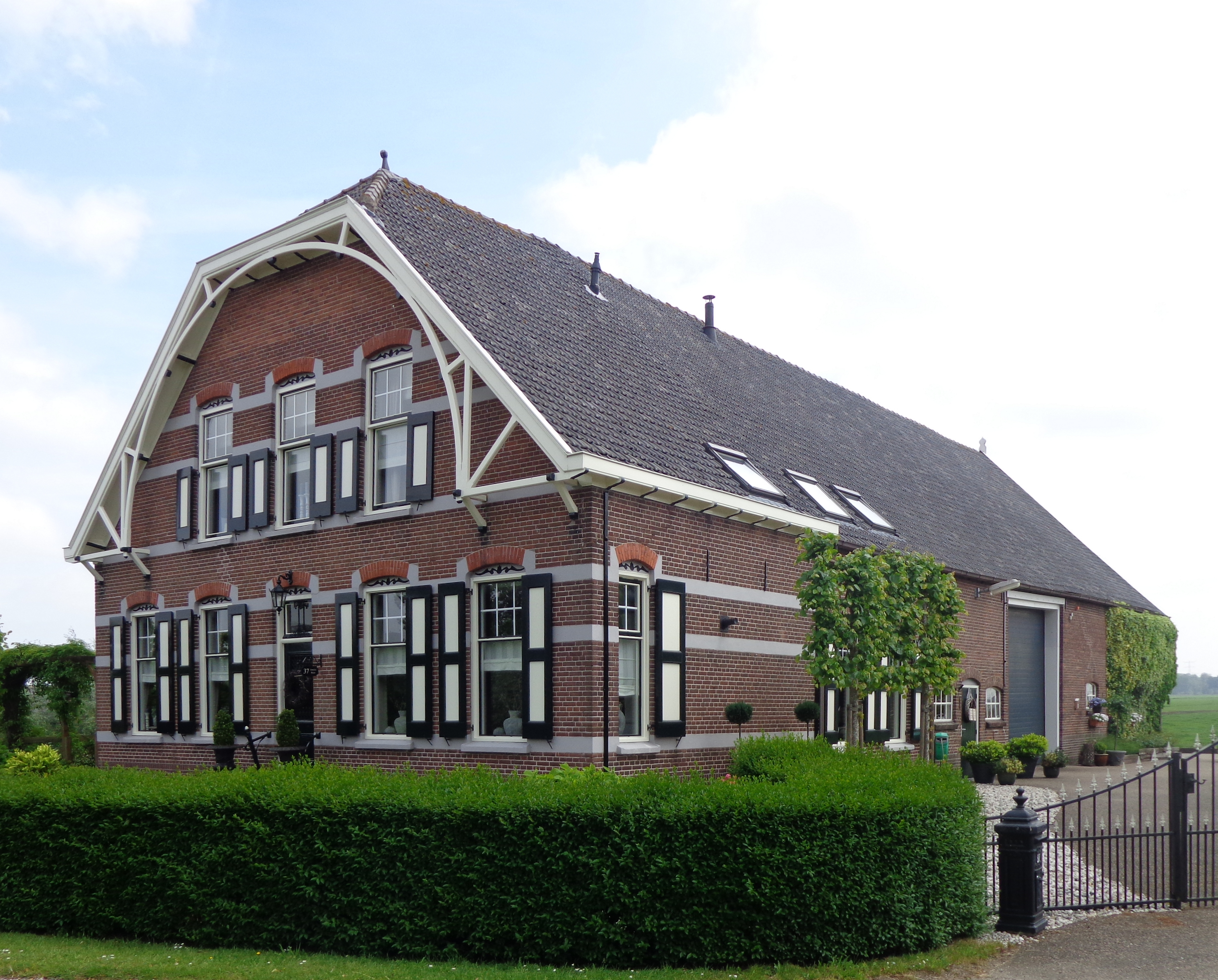
Oud-Alblas: edificio classificato come gemeentelijk monument lungo la Oosteinde

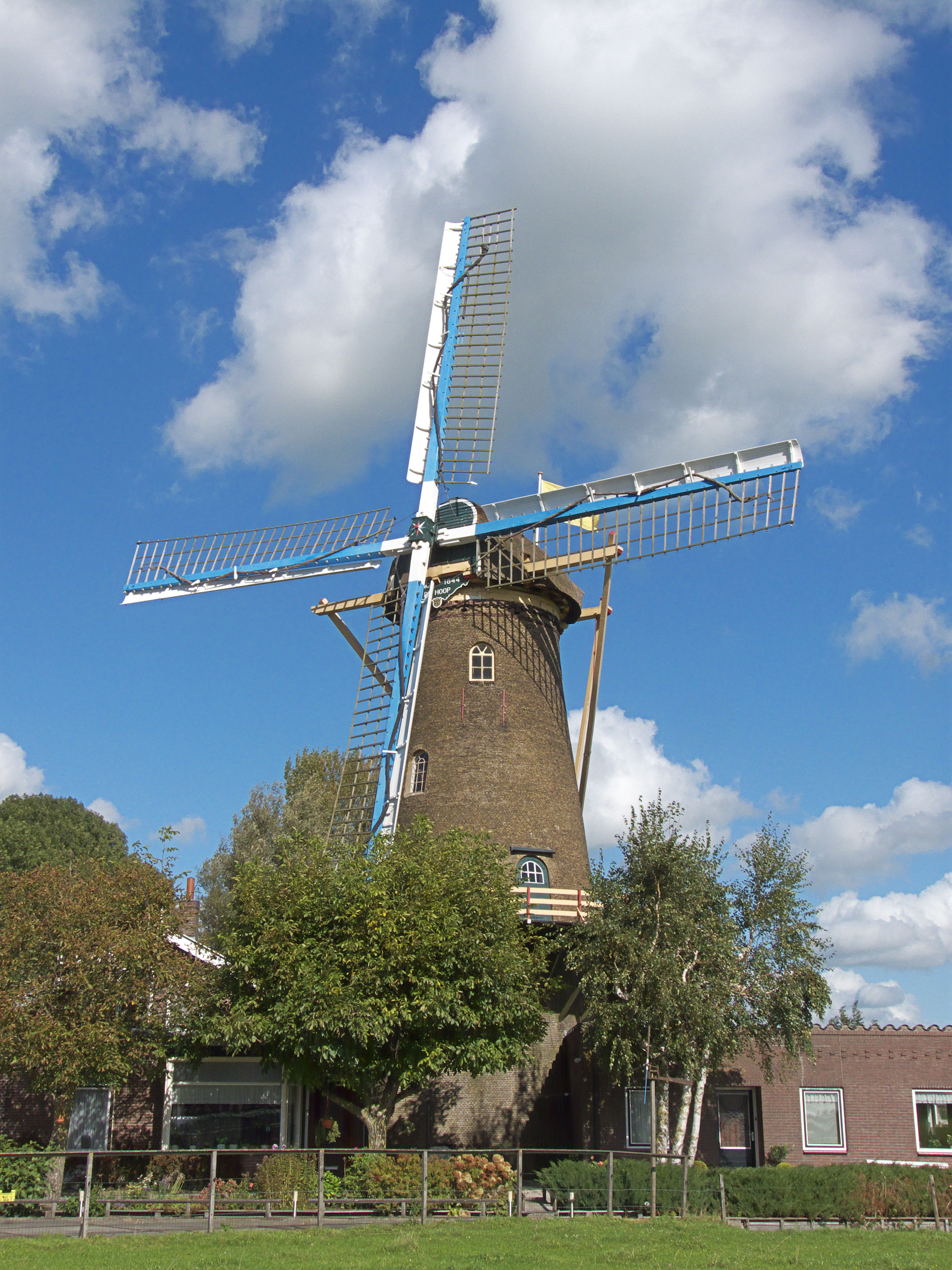
Oud-Alblas: il mulino "De Hoop"

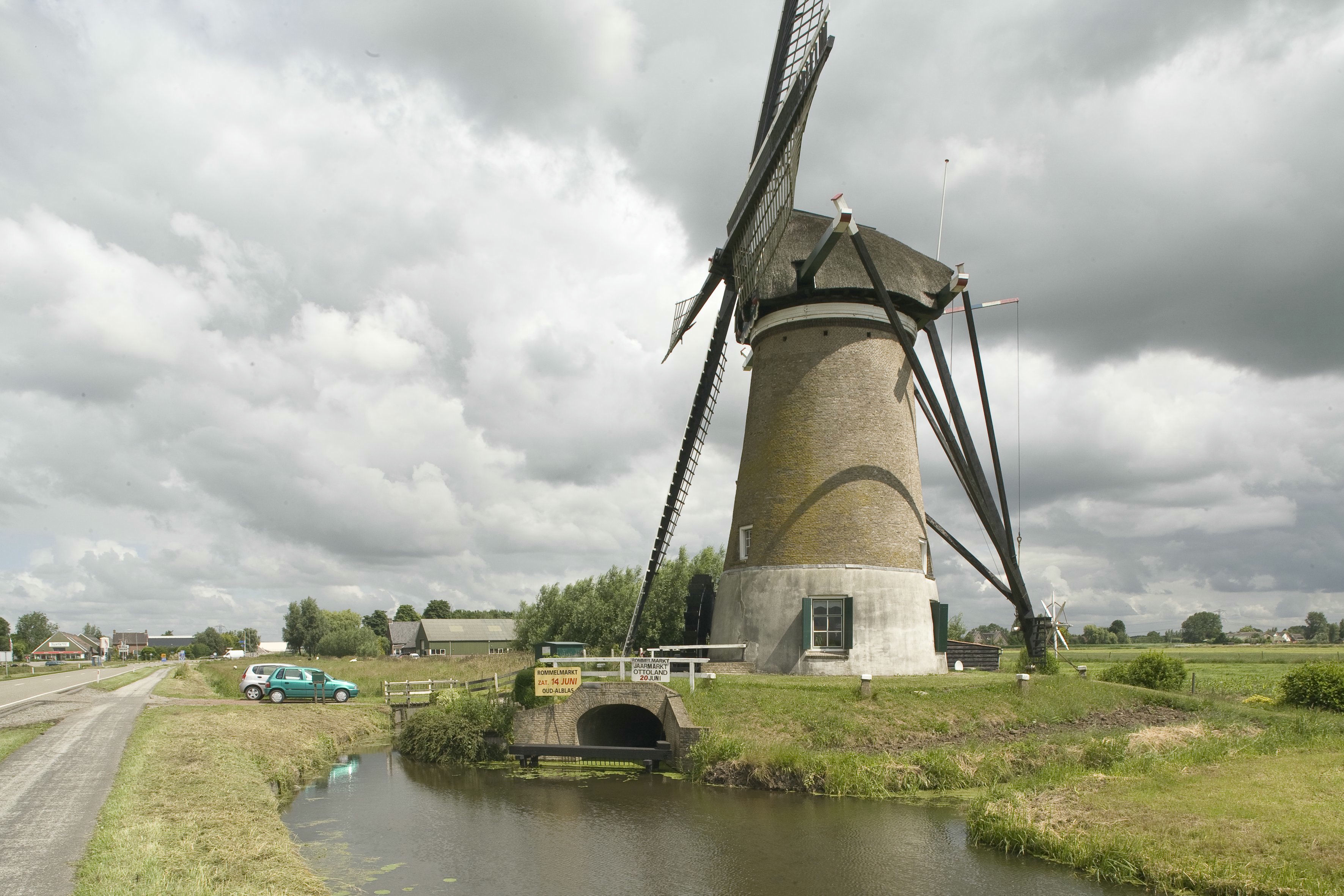
Oud-Alblas: il Peilmolen

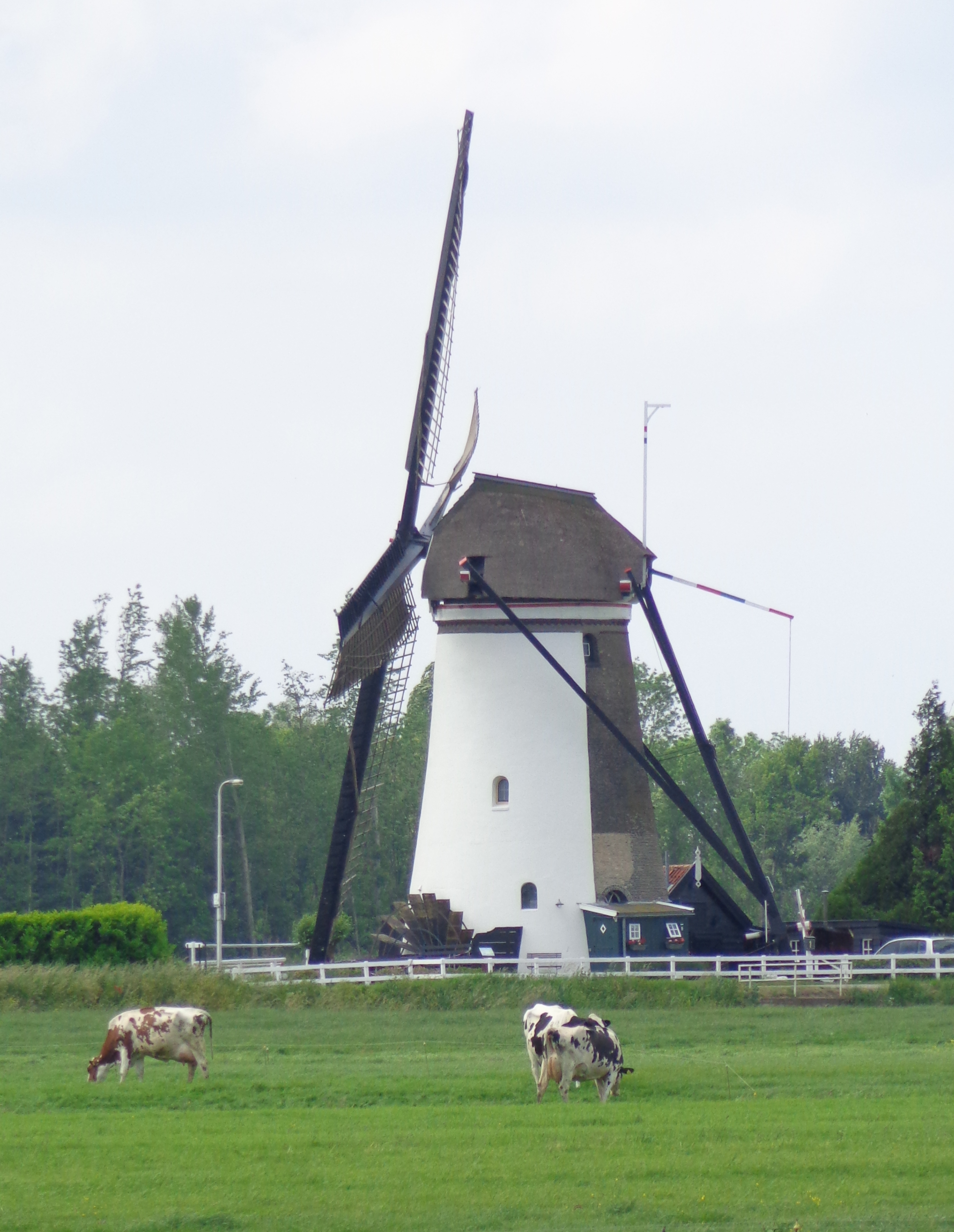
Oud-Alblas: il mulino di Kooijwijk, nella buurtschap di Kooiwijk

Oud-Alblas è un villaggio di circa  2 200 abitanti del sud-ovest dei Paesi Bassi, facente parte della provincia dell'Olanda Meridionale (Zuid-Holland) e situato lungo il corso del fiume Alblas, nella regione dell'Alblasserwaard. Dal punto di vista amministrativo, si tratta di ex-comune, dal 1986 accorpato alla municipalità di Graafstroom, comune inglobato nel 2013 nella municipalità di Molenwaard, comune a sua volta assorbito nel 2019 nella nuova municipalità di Molenlanden.
Un tempo una signoria, è uno dei più antichi villaggi dell'Alblasserwaard e il più antico della parte occidentale della regione.

## Geografia fisica
Il villaggio di Oud-Alblas è situato tra il corso del fiume Lek e il corso del fiume Beneden Merwede (rispettivamente a sud del primo e a nord del secondo), a nord del villaggio di Papendrecht e e tra i villaggi di Alblasserdam (ex-buurtschap di Oud-Alblas, in seguito diventata municipalità a sé stante) e Bleskengraaf (rispettivamente a est del primo e a ovest del secondo).
La superficie del villaggio è pari a 13,14 km², di cui 0,30 km² sono costituiti da acqua. Il fiume Alblas "taglia" il villaggio in due, dividendola in una zona settentrionale e in una zona meridionale.

## Storia

### Dalle origini ai giorni nostri
Ritrovamenti di manufatti di epoca carolingia, venuti alla luce nel corso degli scavi condotti nel 1934 da A.E. van Grieffen, hanno dimostrato che l'area in cui sorge il villaggio è abitata sin dal 700; in quel periodo, sarebbe stata realizzata anche una chiesa in loco. Il villaggio potrebbe però avere avuto origine già in epoca romana; anche se l'ipotesi secondo cui Oud-Alblas corrisponderebbe alla località di epoca romana nota come Tablis o Tablae è stata invece in seguito smentita.
Il toponimo Oud-Alblas venne quindi citato per la prima volta nel 1046 in una lettera dell'imperatore Enrico IV.
Nel 1643, la signoria di Oud-Alblas finì sotto il controllo di Adriaen van der Mijle, già signore di Alblas, Backum, Bleskensgraaf, Dubbeldam, De Mijl e Sint-Anthoniepolder e governatore di Niervaart e Willemstad.

### Simboli
Lo stemma di Oud-Alblas è costituito da cinque rombi di colore nero su sfondo oro.

## Monumenti e luoghi d'interesse
Oud-Alblas vanta 24 edifici classificati come rijksmonument e 17 edifici classificati come gemeentelijk monument.

### Architetture religiose

#### Hervormde Kerk
Principale edificio religioso di Oud-Alblas è la Hevormde Kerk ("chiesa protestante"): situata lungo la Dorpssstraat, è stata inaugurata nel 1841, ma presenta un campanile risalente agli inizi del XV secolo e al suo interno un pulpito del XVII secolo.

### Architetture civili

#### Peilmolen
Altro edificio d'interesse di Oud-Alblas è il Peilmolen, un mulino a vento situato lungo la Peilmolenweg e risalente al 1818 o al 1824.

#### Mulino "De Hoop"
Altro mulino a vento di Oud-Alblas è il "De Hoop", situato lungo la Oosteinde e risalente al 1843.

#### Mulino di Kooijwijk
Nella buurtschap di Kooijwijk si trova poi il mulino di Kooijwijk (Kooijwijkse Molen), risalente al 1866.

## Società

### Evoluzione demografica
Al censimento del 2021, Oud-Alblas contava una popolazione pari a 2 250 unità.
La popolazione al di sotto dei 16 anni era pari a 450 unità, mentre la popolazione dai 65 anni in su era pari a 335 unità.
La località ha conosciuto un progressivo incremento demografico dal 2016, quando contava 2132-2133 abitanti.

## Geografia antropica

### Suddivisioni amministrative
Buurtschappen
- Kooiwijk[2]